# 夸父計画
夸父計画（こほ-けいかく、中: 夸父计划）は3機の人工衛星からなる宇宙天気予報システム構築を目指す中華人民共和国の宇宙計画。2012年までの完了を予定していたが、2012年7月に開催された太陽風に関する国際会議 Solar wind XIII conferenceにおいて、打ち上げは2017年の予定とされた。
人工衛星の1つはラグランジュ点（L1点）に、残りの2つは極軌道にそれぞれ投入される予定。
計画名は、中国神話に登場する巨人夸父に基づく。